# Laxoplumeria baehniana
Laxoplumeria baehniana är en oleanderväxtart som beskrevs av Joseph Vincent Monachino. Laxoplumeria baehniana ingår i släktet Laxoplumeria och familjen oleanderväxter. Inga underarter finns listade i Catalogue of Life.